# Bakonywald

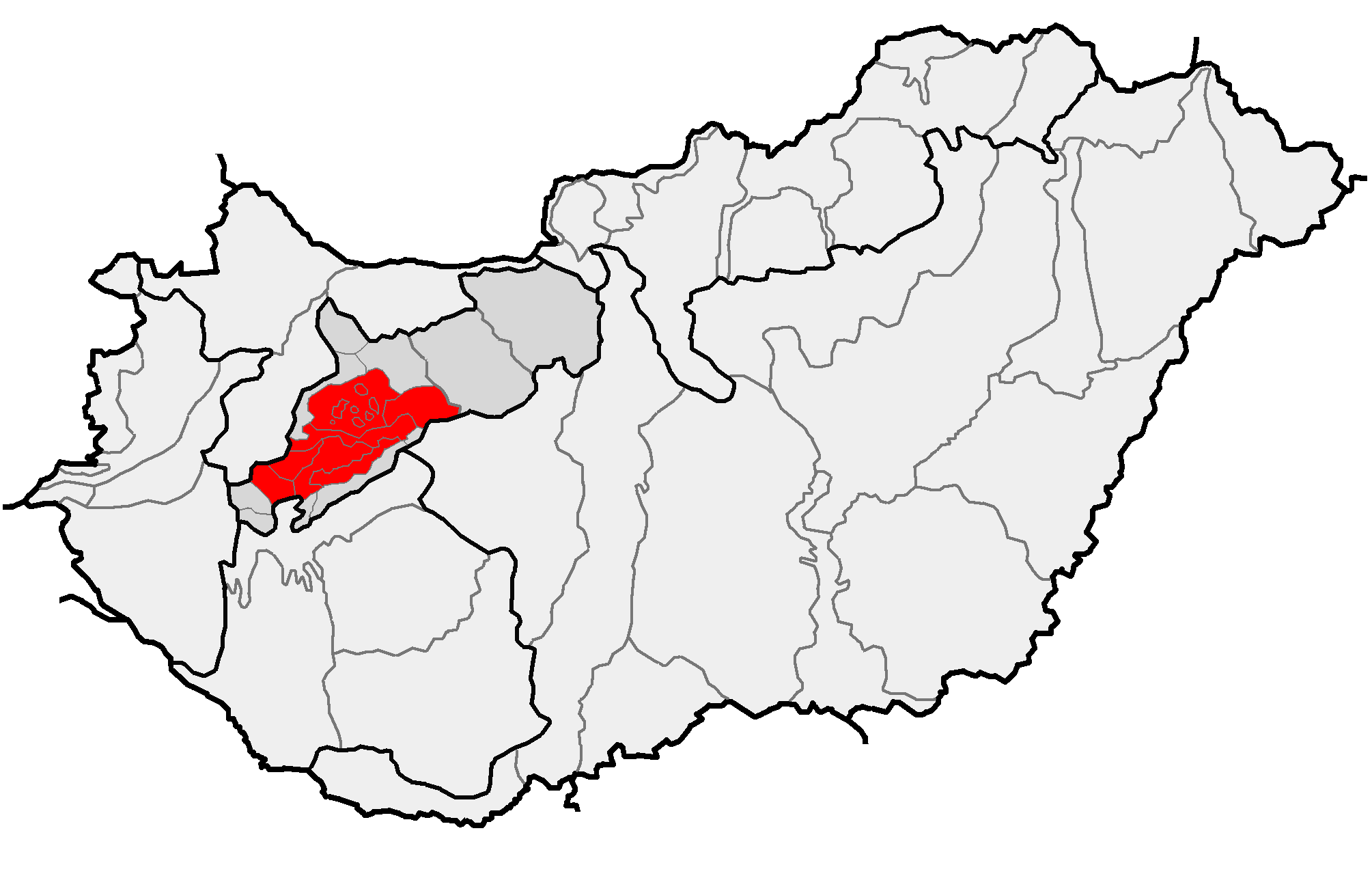
Lage in Ungarn

Der Bakonywald bzw. das Bakonygebirge (ungarisch Bakony [ˈbɒkoɲ-]) ist eine Hügellandschaft in Zentralungarn im Komitat Veszprém nördlich des Plattensees, die vor etwa 3,8 Millionen Jahren durch vulkanische Aktivitäten entstand. Im Bakonywald liegt das Weinbaugebiet Badacsony. Die Region, die Teil des Ungarischen Mittelgebirges ist, war bis 1945 vor allem von Donauschwaben bewohnt. Einige Städte im Bakonywald sind Veszprém (Wesprim, Weißbrunn), Ajka (Eikau), Várpalota, Zirc und Mór (Moor). 
Das Gebirge besteht vorwiegend aus Kalkstein und Dolomit. Ferner kommen Bauxit, Mangan und Braunkohle vor. Höchste Erhebung ist mit 704 m der Kőris. An einigen Stellen gibt es noch alte Eibenbestände.

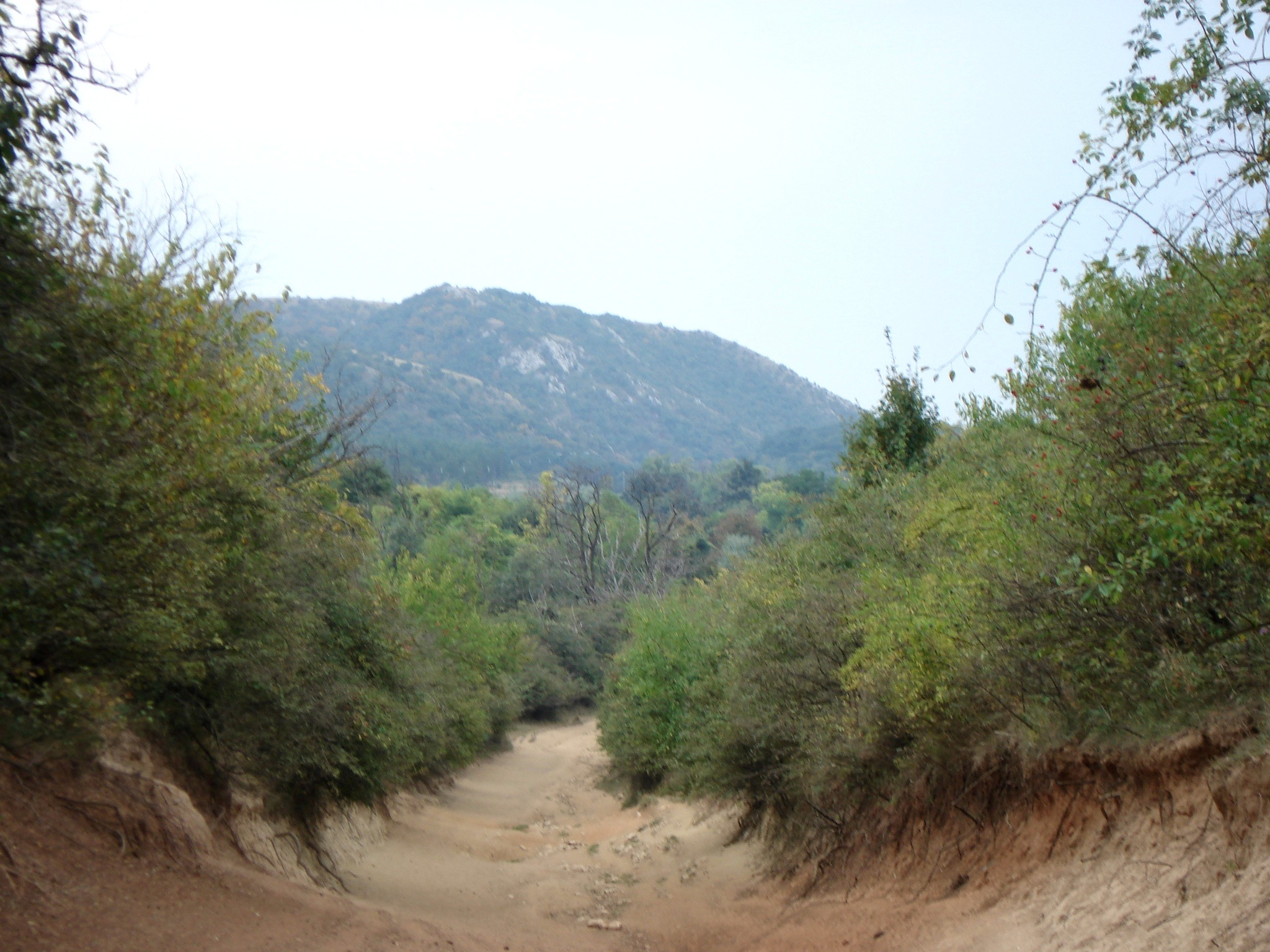
Wanderweg nahe Várpalota
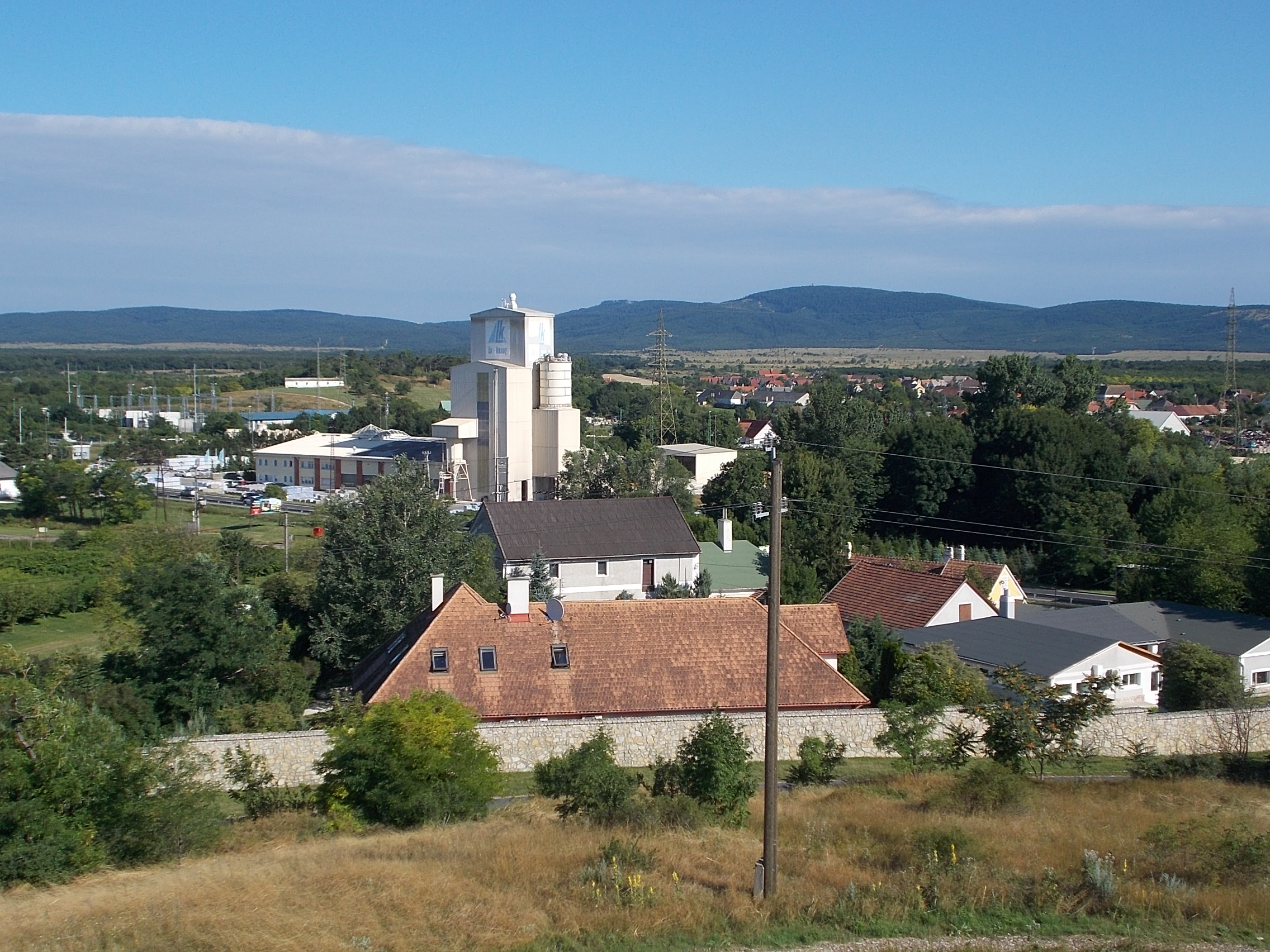
Bakonywald von einer Anhöhe bei Veszprém
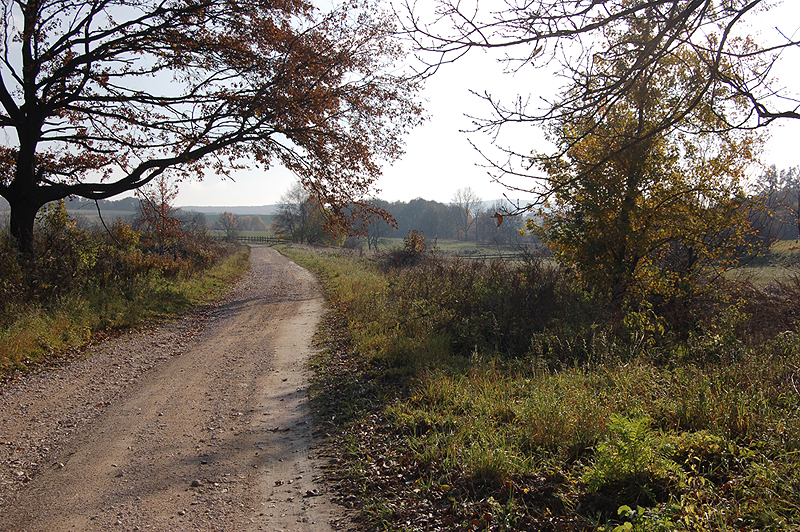
Landschaft bei der Gemeinde Porva im Komitat Veszprém